# Calvados
Calvados (též kalvádos) je pálenka z jablek z francouzského regionu Normandie.

## Původ názvu
Tato jablečná pálenka dostala název podle španělské válečné lodi, která se jmenovala El Calvador. Tato fregata španělské Armady ztroskotala roku 1588 na francouzském skalnatém pobřeží a z El Calvador se rázem stalo Calvados. Nejdříve se tak říkalo skále, na které loď skončila, pak celému pobřeží a posléze celé oblasti. Nakonec tento název převzala i místní jablečná pálenka.

## Výroba
Vyrábí se dvoustupňovou destilací zkvašeného jablečného moštu (cider). Na 1 litr pálenky je potřeba 18 kilogramů jablek. Podle francouzských zákonů musí nejméně dva roky zrát v sudech z dubového dřeva. Od roku 1942 nese označení Appellation ďOrigine Controlée. Používá se jako digestivum.
Ve Francii se z calvadosu vyrábí též aperitiv pommeau, tvořený směsí 1/3 calvadosu a 2/3 jablečného moštu. Směs se nechá zrát v sudu alespoň 18 měsíců. Obsahuje 16–18 % alkoholu.
V České republice se za kalvádos v místní mluvě označuje i jakýkoliv destilát z jablek (jablkovice).

## Některé druhy
- Calvados Busnel V.S.O.P. 0,7l 40%
- Calvados Cantate 0,7l 40%
- Calvados Jean Loret 0,7l 40%
- Calvados Boulard Grand Solage 40% 0,7l
- Calvados Boulard X.O. 40% 0,7l
- Calvados Chateau Breuil
- Calvados Pays D'Auge
- Calvados Ferme du Ponctey